# Graffovo kvarteto
Graffovo kvarteto je české smyčcové kvarteto založené v roce 1997. Jeho členy jsou Štěpán Graffe (housle), Lukáš Bednařík (housle), Luboš Melničák (viola), Michal Hreňo (violoncello).

## Historie
Graffovo kvarteto vzniklo v roce 1997 ve třídě tehdejšího primária Janáčkova kvarteta Miloše Vacka na brněnské konzervatoři. Zakládající sestavu tvořili Štěpán Graffe a Lukáš Bednařík (housle), Lukáš Cybulski (viola) a Jaroslav Havel (violoncello). Po odchodu Jaroslava Havla převzal v roce 2002 post violoncellisty Michal Hreňo. V této sestavě hrál soubor beze změny rovných 20 let. Od ledna 2022 působil na postu violisty 2 roky Leoš Černý. Od roku 2024 usedl na jeho místo Luboš Melničák. Po absolutoriu konzervatoře pokračovalo kvarteto ve studiu na Hudební fakultě Janáčkovy akademie múzických umění. Zde se rozvíjelo pod vedením člena Janáčkova kvarteta prof. Adolfa Sýkory.
V rámci mezinárodních kurzů soubor spolupracoval např. s Günterem Pichlerem (Alban Berg Quartett), Norbertem Braininem a Siegmundem Nisselem (Amadeus Quartet), L. Mezöm (Bartók Quartet), Milanem Škampou (Smetanovo kvarteto) aj. Od roku 2008 členové kvarteta soukromě studují u Jerry Hornera (člena amerického Fine Arts Quartet).
Kvarteto koncertovalo v Evropě, Americe i Africe v řadě prestižních koncertních sálů (Dvořákova síň pražského Rudolfina, Spivey Hall v Atlantě v USA a dalších) a na mnoha hudebních festivalech (Pražské jaro, Moravský podzim, Mezinárodní hudební festival Leoše Janáčka, Concentus Moraviae, Bratislavské hudobné slavnosti, Smetanova Litomyšl aj.). Na svém kontě má několik CD nahrávek. V roce 2010 bylo CD s kvartety Josepha Haydna, Felixe Mendelssohna-Bartholdyho a Josefa Suka označeno na britském prestižním hudebním portálu MusicWeb International jako "Nahrávka měsíce". Stejné ocenění získala deska s klavírními kvintety Bohuslava Martinů, Vítězslava Nováka a 2. smyčcovým kvartetem Bedřicha Smetany v roce 2013. Nahrávky vystoupení Graffova kvarteta pořídily četné rozhlasové a televizní společnosti doma i v zahraničí (BBC, American Public Media, Český rozhlas, Slovenský rozhlas, Chorvatský rozhlas, Česká televize, TV Noe a další).

## Ocenění
Graffovo kvarteto získalo četná ocenění na mezinárodních soutěžích a také dvakrát cenu Nadace Leoše Janáčka za interpretaci Janáčkových smyčcových kvartetů, v roce 2005 zvláštní cenu francouzské asociace "Forum Voix Etouffés" a v roce 2008 výroční cenu Českého spolku pro komorní hudbu při České filharmonii:
- 1999 – 2. cena na Mezinárodní interpretační soutěži smyčcových kvartet Beethovenův Hradec
- 2000 – vítězství v soutěži "Přehrávky mladých talentů" pořádané Státní filharmonií Brno
- 2001 – 1. cena v soutěži Leoše Janáčka v rámci Letní hudební akademie pořádané vídeňskou hudební univerzitou v rakouském Reichenau (Cena Nadace Leoše Janáčka)
- 2003 – 1. cena na mezinárodní soutěži komorních souborů ACT, Londýn (Velká Británie)
- 2003 – Prémiová cena Nadace Leoše Janáčka
- 2005 – 1. cena na mezinárodní soutěži "Verfemte Musik", Schwerin (Německo)
- 2005 – cena francouzské asociace "Forum Voix Etouffés"
- 2006 – soubor zařazen na prestižní Prémiovou listinu mladých umělců Českého hudebního fondu
- 2008 – cena Českého spolku pro komorní hudbu při České filharmonii